# Quartett
Pour les articles homonymes, voir Quartette.
Quartett est une pièce de théâtre écrite par Heiner Müller en 1980.
Réécriture des Liaisons dangereuses de Choderlos de Laclos, la pièce se déroule, d'après la didascalie initiale, dans : 
- Un salon d'avant la Révolution française.
- Un bunker d'après la Troisième Guerre mondiale.

Merteuil et Valmont s'affrontent donc dans cet espace-temps ouvert et chaotique. Le dialogue s'étire et se dilate tout au long de la pièce. Merteuil se met à jouer Valmont, Valmont joue Mme de Tourvel puis Merteuil joue Cécile de Volanges. Un véritable quatuor (ou "quartet" en jazz) se dessine à l'intérieur d'un duo. Müller joue et jubile avec les masques, les mécanismes de distanciation et les miroirs. Il réutilise les dispositifs narratifs de Laclos qui ne laissent jamais transparaître dans son roman une voix de l'auteur et un point de vue.
VALMONT : Je crois que je pourrais m’habituer à être femme. Marquise.
MERTEUIL : Je voudrais le pouvoir.
(Un temps)
VALMONT : Alors quoi. Continuons à jouer.
MERTEUIL : Jouer, nous ? Quoi, continuons ?

## Mises en scène
- Création par Bob Wilson en 1980.
- Création en langue française par Marc Liebens à l’Ensemble Théâtral Mobile en 1983
- Mise en scène de Patrice Chéreau (1985).
- Mise en scène de Hervé Loichemol à Genève (1985) et Festival MES, Hôtel Europe, Sarajevo (1997)

- Mise en scène de Brigitte Haentjens (1996)
- Mise en scène d'une version danse-théâtre par Jolente De Keersmaeker, Anne Teresa De Keersmaeker, Cynthia Loemij, et Frank Vercruyssen (1999).
- Mise en scène de Hans-Peter Cloos (2003).
- Mise en scène de Matthias Langhoff (2006).
- Mise en scène de Bob Wilson avec Isabelle Huppert et Ariel Garcia-Valdes (2006).
- Lectures par Jeanne Moreau et Sami Frey  (2007-2008).
- Mise en scène de Jean-Luc Ollivier au Glob théâtre (2011).
- Mise en scène de Florent Siaud au Théâtre La Chapelle (2013).
- Mise en scène de Benjamin Cotelle (Théâtre des Sens) (2014).
- Mise en scène de Jacques Vincey au CDN de Tours (2023), avec Hélène Alexandridis et Stanislas Nordey